# Tianning
Tianning är ett stadsdistrikt i Changzhou i Jiangsu-provinsen i östra Kina.